# Artillery

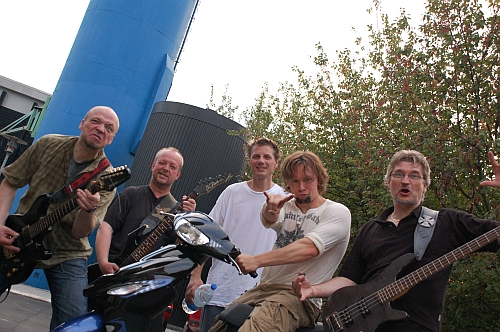
Artillery in 2010

Artillery is een Deense thrashmetal-band uit Taastrup, geformeerd in 1982.

## Biografie
Ze hadden een belangrijke invloed op de opkomende thrashmetal-scene (periode 1983-1987). In 1986 werd drummer Carsten gevraagd door Quorthon van Bathory of hij wilde drummen bij Bathory. Dit weigerde Carsten met het idee dat Artillery uiteindelijk groter zal worden dan Bathory. Uiteindelijk, vele jaren later, zou pas blijken dat beide bands een pionierende functie hadden in de metal-scene.
De band ging in 1991 uit elkaar. In 2007 is de band weer bij elkaar gekomen en sindsdien speelden ze op verschillende festivals. In maart 2016 brachten ze het album Penalty by Perception uit. In 2018 The Face of Fear en in 2021 X. Op 10 maart 2023 overleed drummer Josua Madsen, die Artillery net had verlaten, waardoor Artillery de huidige toer in 2023 kon vervolgen, met bij ieder concert enkele minuten aandacht voor het overlijden van Madsen. Hij werd aangereden door een bus.

## Huidige lineup
- Michael Bastholm Dahl (zang)
- Michael Stützer (gitaar)
- Morten Stützer (gitaar)
- Peter Thorslund (basgitaar)
- Frederik Kjelstrup Hansen (drummer) 2023-

## Vroegere leden
- Flemming Rönsdorf (zang)
- Per Onink (zang)
- Carsten Lohman (zang)
- John Mathias (zang)
- Mickey Find (zang)
- Søren Nico Adamsen (zang)
- Jørgen Sandau (gitaar)
- Samir Belmaati (gitaar)
- Per M. Jensen (drums)
- Henrik Quaade (drums)
- Benny Dallschmidt (drums)
- Anders Gyldenøhr (drums)
- Carsten Nielsen (drums)
- Josua Madsen (drums, 2012-2023) (overleden, 10 maart 2023)[2]
- Mikael Ehlert (basgitaar)
- Michael "Romchael" Nielsen (basgitaar)

## Discografie
- 1982 - We Are The Dead (demo)
- 1982 - Welcome To The Mine Factory (demo)
- 1984 - Shellshock (demo)
- 1984 - Deeds Of Darkness (demo)
- 1985 - Fear Of Tomorrow (demo)
- 1985 - Speed Metal Hell (compilatie-LP en -MC), New Renaissance)
- 1985 - Satan's Revenge (LP en MC, New Renaissance)
- 1985 - Fear Of Tomorrow (LP, Neat)
- 1987 - Terror Squad (LP, Neat)
- 1989 - 1989 promo (promo)
- 1990 - Khomaniac (12" EP, Roadrunner Records)
- 1990 - By Inheritance (LP en cd, Roadrunner Records)
- 1990 - Fear Of Tomorrorw/Terror Squad (cd, Roadrunner Records) (dubbel-heruitgave)
- 1998 - Fear Of Tomorrow (heruitgebrachte cd, Axe Killer)
- 1998 - Terror Squad (heruitgebrachte cd, Axe Killer)
- 1998 - Deadly Relics (cd, Mighty Music)
- 1999 - B.A.C.K (cd, Diehard Music)
- 2007 - Through The Years (4xCD Boxset, Metal Mind Productions)
- 2008 - One Foot In The Grave, The Other One In The Trash (dvd+cd, Metal Mind Productions), live
- 2009 - When Death Comes
- 2011 - My Blood
- 2013 - Legions
- 2016 - Penalty by Perception
- 2018 - The Face of Fear
- 2021 - X